# 팝콘
팝콘(영어: popcorn, 문화어: 강냉이튀김)은 옥수수 알에 간을 하여 튀긴 식품이다. 또는 이 팝콘의 재료로 쓰이는 폭립종 옥수수 그 자체를 가리키도 한다. 옥수수 알맹이에 버터와 식용유, 소금을 약간 넣고 200°C 가량의 온도로 가열하면 '펑'하는 소리가 나며 튀겨진다. 가장 좋은 옥수수 알맹이는 13.5%의 수분을 가지고 있는 것으로, 터질 때 원래 크기의 30∼40배까지 커진다. 간식으로 가볍게 먹는다. 캬라멜, 어니언, 오리지널 등의 많은 맛이 있고, 팝콘 제조법을 가장 먼저 고안한 사람들은 아메리카 토착민들이었다. 팝콘은 특히 사람들이 영화를 볼 때 많이 사먹기도 하는데, 과량 섭취할 경우 비만이 되기도 한다.

## 역사
옥수수는 지금의 멕시코에서 약 10,000년 전에 길들여졌다. 고고학자들은 사람들이 팝콘에 대해 수천 년 동안 알고 있었다는 것을 발견했다. 페루의 화석 증거는 옥수수가 기원전 4700년경부터 존재했으며 1000년 이상 전에 그곳에서 튀겨졌다는 것을 시사한다. 2007년에서 2011년 사이에 페루 북부 해안의 파레도네스와 와카 프리에타 유적지에서 기원전 4700년으로 거슬러 올라가는 팝콘의 거시화석 속대 증거가 발견되었다.
1948년과 1950년에 하버드 대학 인류학 대학원생인 허버트 W. 딕(Herbert W. Dick)과 하버드 대학 식물학 대학원생인 클로드 얼 스미스 주니어(Claude Earle Smith, Junior, 1922–1987)가 뉴멕시코주 중서부 카트론 카운티의 "박쥐 동굴"이라 불리는 암석 은신처 단지에서 기원전 3600년으로 거슬러 올라가는 팝콘의 증거를 발견했으며, 이는 열대 멕시코 지역 사람들과 무역 네트워크를 유지했던 조상 푸에블로인 사람들의 것으로 추정된다.
19세기에는 옥수수 알갱이를 손으로 튀기는 작업이 화덕 위의 스토브 위에서 이루어졌다. 옥수수 알갱이는 미국 동부 해안에서 Pearls 또는 Nonpareil과 같은 이름으로 판매되었다. 튀긴 옥수수(popped corn)라는 용어는 존 러셀 바틀릿(John Russell Bartlett)의 1848년 Dictionary of Americanisms에 처음 등장했다. 팝콘은 크래커 잭의 재료이며, 제품 출시 초기에는 손으로 튀겼다.

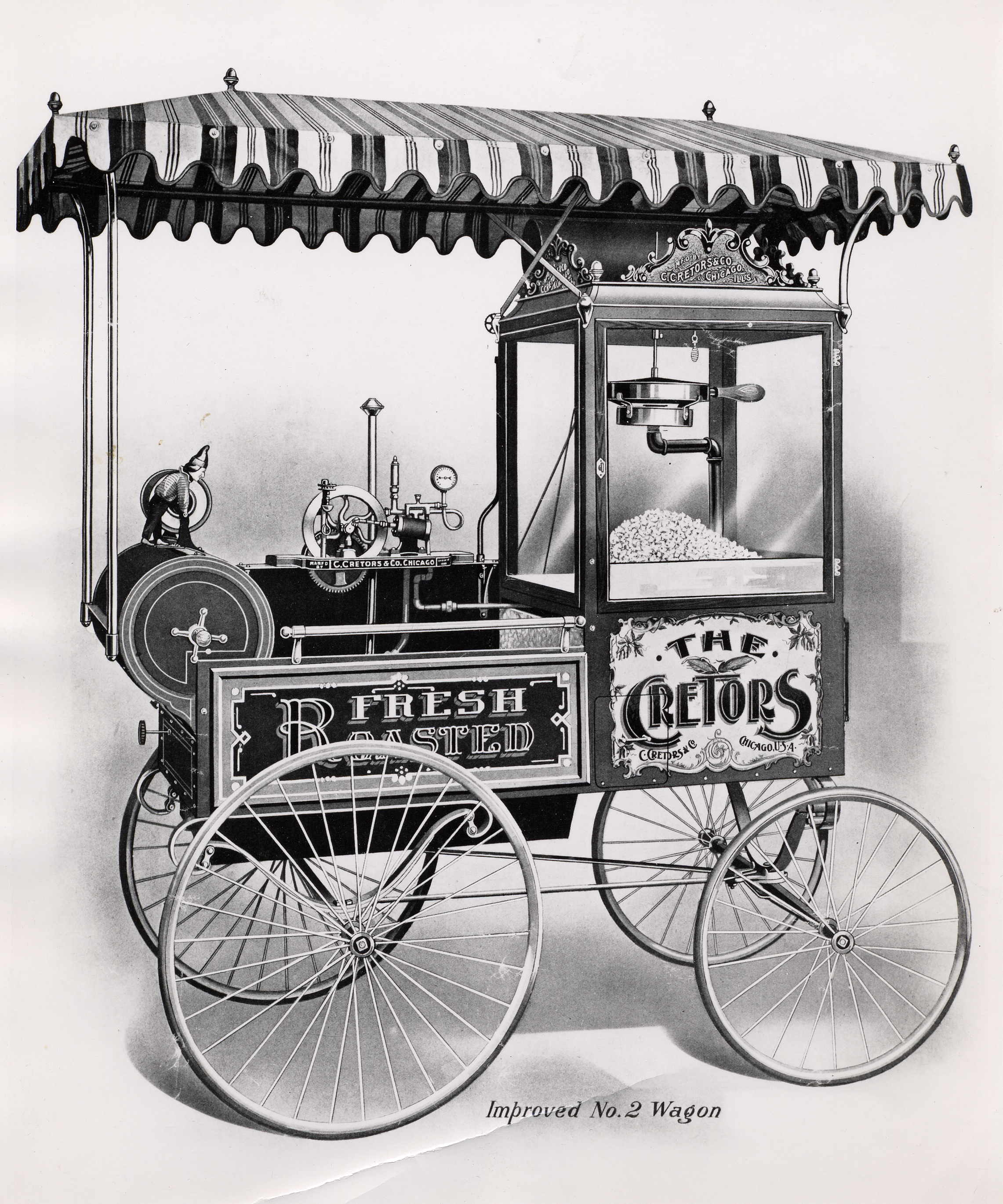
1880년대에 시카고의 찰스 크레토르스가 발명한 길거리 카트에 있던 초기 팝콘 기계.

팝콘의 접근성은 1890년대에 찰스 크레터스가 팝콘 제조기를 발명하면서 빠르게 증가했다. 시카고의 사탕 가게 주인인 크레터스는 견과류를 볶는 증기 구동 기계를 여러 대 만들었고 이 기술을 옥수수 알갱이에 적용했다.

세기가 바뀌면서 크레터스는 증기 구동 팝콘 제조기를 장착한 거리 카트를 만들어 배치했다.

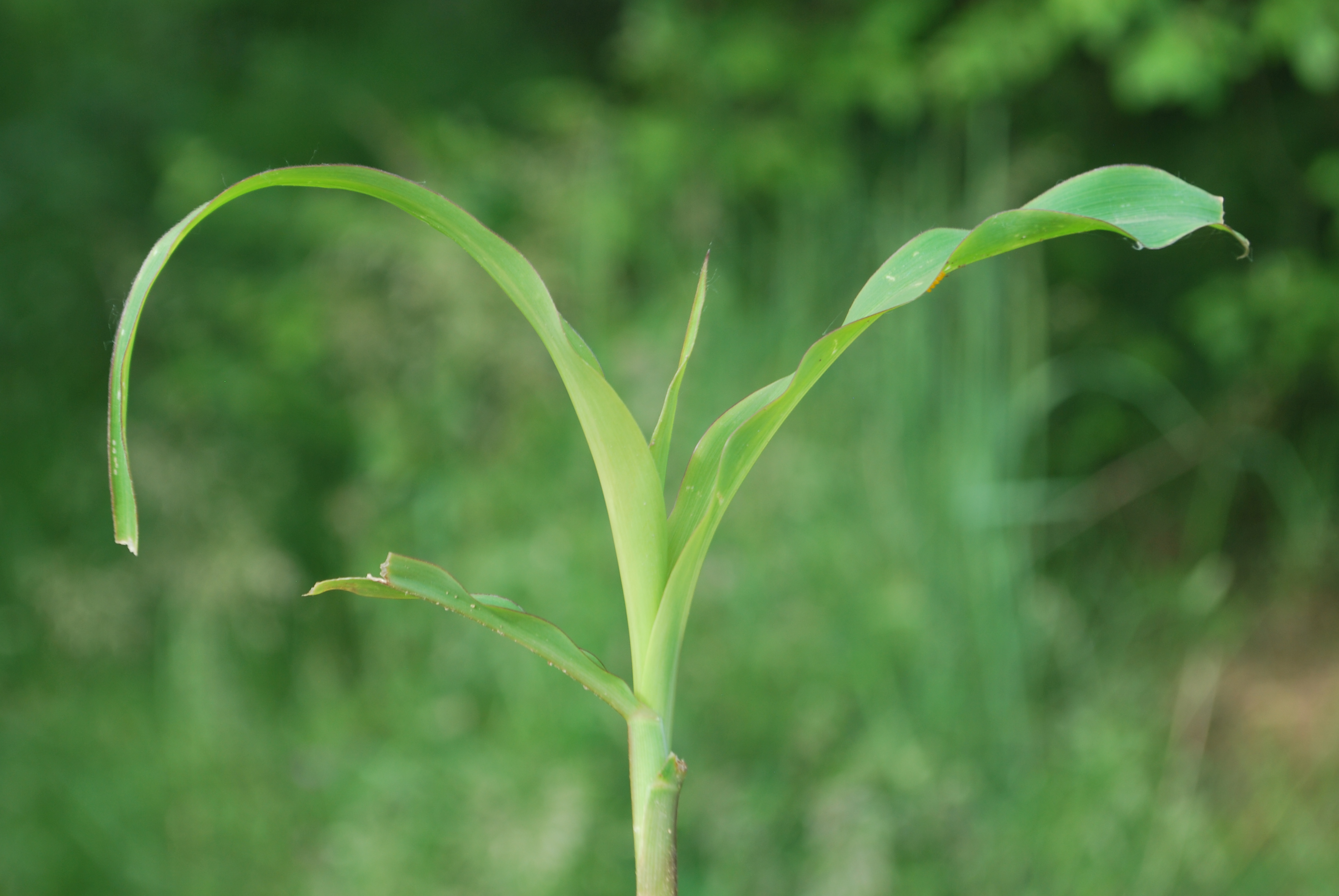
Zea mays everta 표본

대공황 동안 팝콘은 한 봉지에 5~10센트로 상당히 저렴했고 인기를 얻었다. 그래서 다른 사업들이 실패한 반면 팝콘 사업은 번창하여 오빌 레덴바허(Orville Redenbacher's) 팝콘 브랜드의 이름을 딴 레덴바허 일가를 포함한 많은 어려움에 처한 농부와 기업가의 소득원이 되었다. 제2차 세계대전 동안 설탕 배급량으로 인해 사탕 생산이 감소했고 미국인들은 이전보다 3배나 많은 팝콘을 먹음으로써 보상했다. 이 스낵은 극장에서 인기가 많았고, 많은 극장 주인들이 처음에는 영화에 집중하지 못한다고 생각해서 크게 불만을 품었다. 하지만 결국 그들의 생각은 바뀌었고, 1938년 글렌 W. 딕킨슨 시니어(Glen W. Dickinson Sr.)라는 중서부 극장 주인이 딕킨슨 극장 로비에 팝콘 기계를 설치했다. 팝콘은 극장 티켓보다 수익성이 높았고, 제작 컨설턴트인 R. 레이 아덴(R. Ray Aden)의 제안에 따라 딕킨슨은 팝콘 농장을 매입하여 티켓 가격을 낮게 유지할 수 있었다. 이 사업은 성공적이었고 팝콘은 곧 퍼졌다. 1940년대에 텔레비전이 등장하면서 극장 관람객이 감소하면서 팝콘 소비가 감소했다. 팝콘 연구소(팝콘 가공업체의 무역 협회)는 가정에서 팝콘 소비를 장려하여 이전 수준으로 되돌렸다.

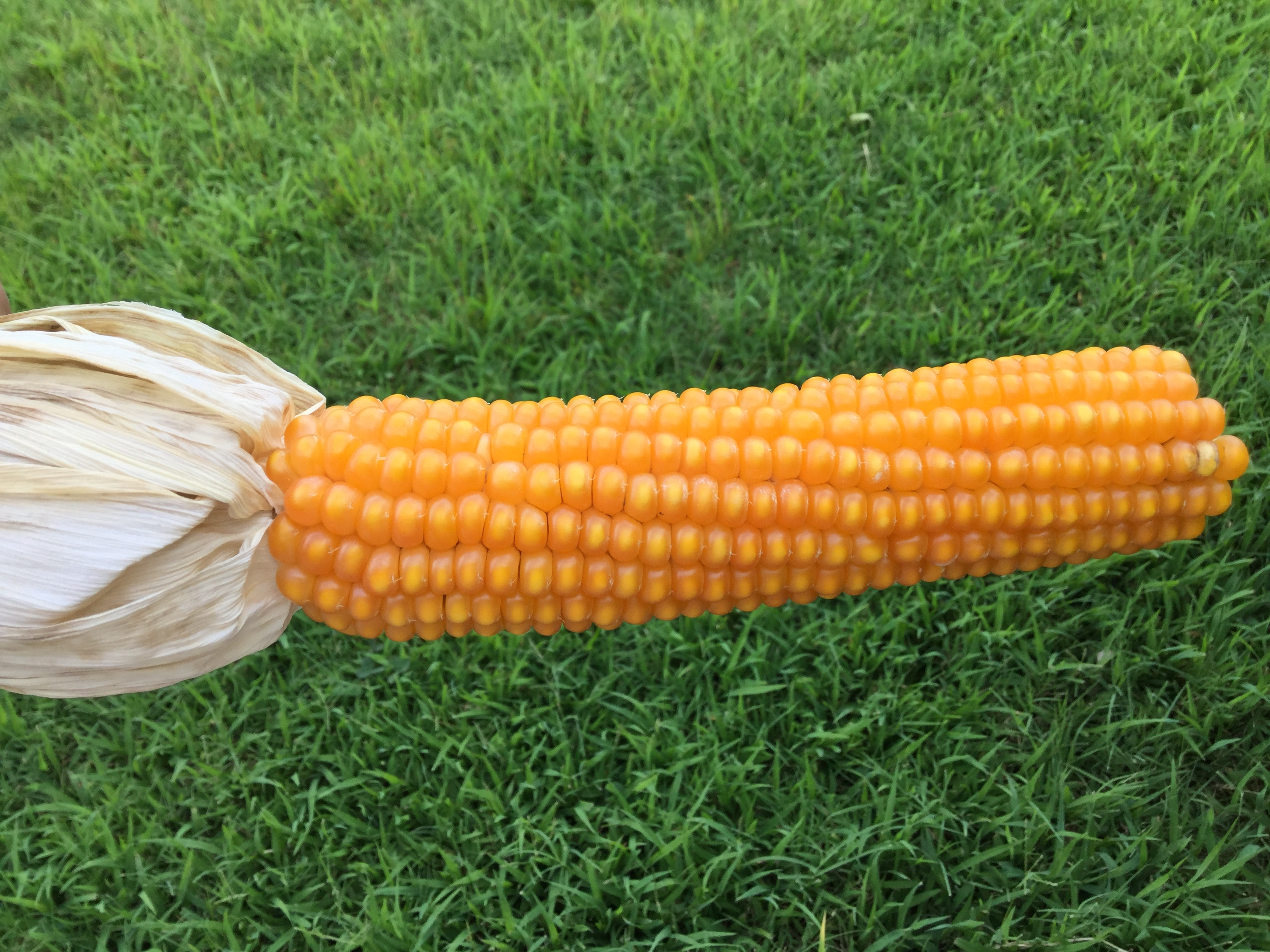
오클라호마 유기농 정원에서 재배한 폭립옥수수 한 덩이

 1970년에 오빌 레덴바허(Orville Redenbacher)의 이름을 딴 팝콘 브랜드가 출시되었다. 1981년에 제너럴 밀스(General Mills)는 전자레인지 팝콘 백에 대한 최초의 특허를 받았고, 팝콘 소비가 증가했다.
최소 6개 지역(모두 미국 중서부에 위치)이 "세계의 팝콘 수도"라고 주장한다(일리노이주 리지웨이, 인디애나주 발파라이소, 인디애나주 밴뷰런, 아이오와주 샬러, 오하이오주 메리언, 네브래스카주 노스 루프). USDA에 따르면, 팝콘용 특정 옥수수는 주로 네브래스카주와 인디애나주에서 재배되고 있으며, 텍사스주에서 재배되는 경우도 점차 늘고 있다. 초등학교 프로젝트의 결과로 팝콘이 일리노이주의 공식 간식 식품이 되었다.

## 폭립옥수수

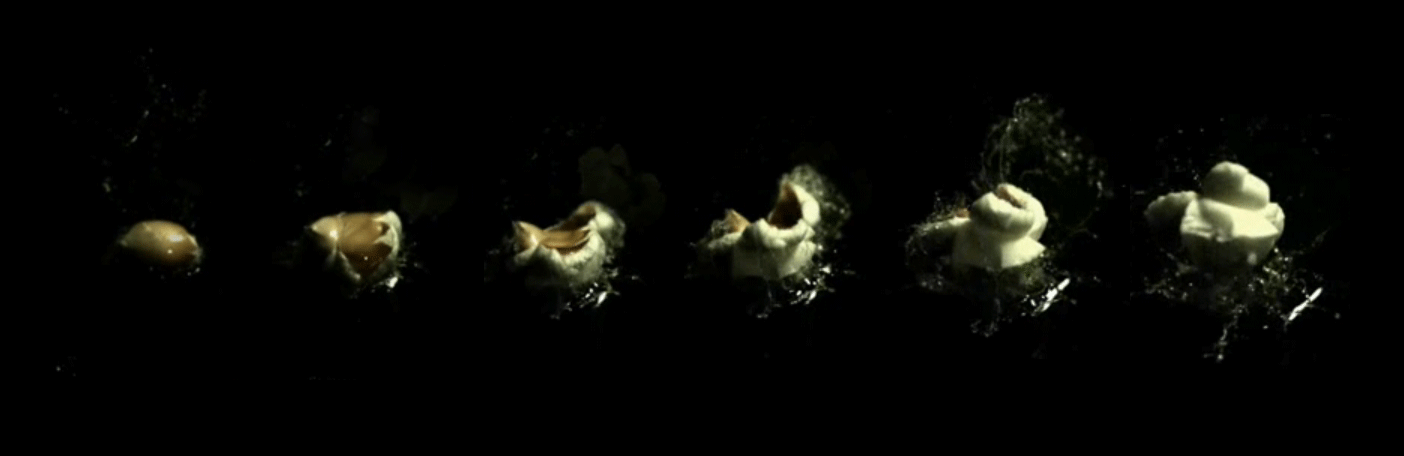
낟알이 터지는 순서

팝콘에서 쓰이는 옥수수는 폭립옥수수인데, 낟알의 겉이 단단하며 수분과 유분이 낟알 중심부에 있는 특징이 있다.
팝콘에서 쓰이는 옥수수는 폭립옥수수인데, 낟알의 겉이 단단하며 수분과 유분이 낟알 중심부에 있는 특징이 있다. 이 옥수수가 가열될 때 수분과 유분이 단단한 껍데기로 인해 빠져나오지 못하고 수증기 상태로 갇히면서 내부의 압력이 상승된다. 180°C가량 되었을 때 내부 압력이 180파스칼까지 올라가면서 껍데기가 압력을 견디지 못하고 터지면서 내부에 이미 끓어있던 단백질과 전분이 거품으로 올라온다. 이것이 순식간에 굳어지면서 팝콘 형태가 된다.

## 조리

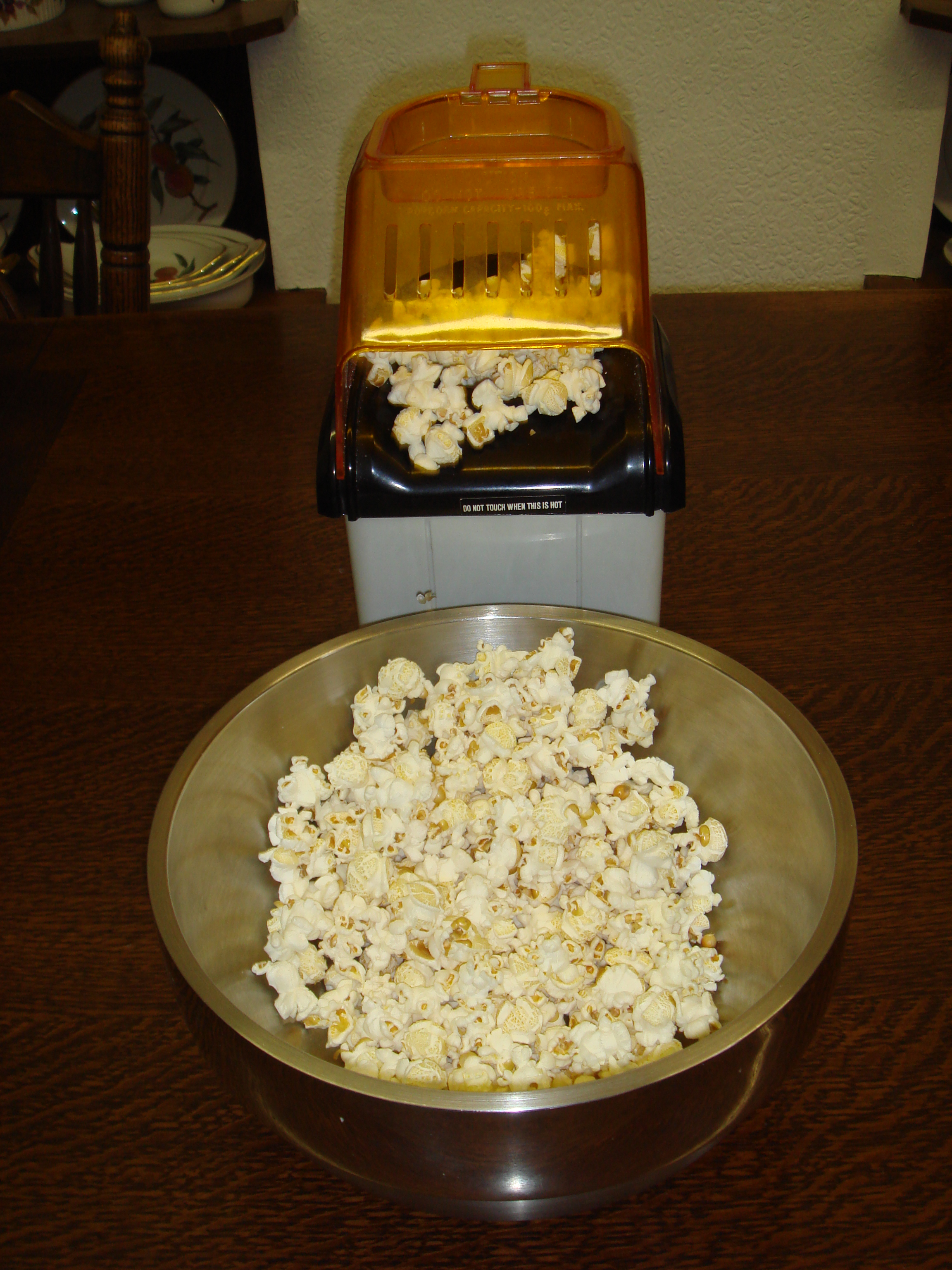
집에서 사용할 수 있는 핫에어 팝콘 메이커

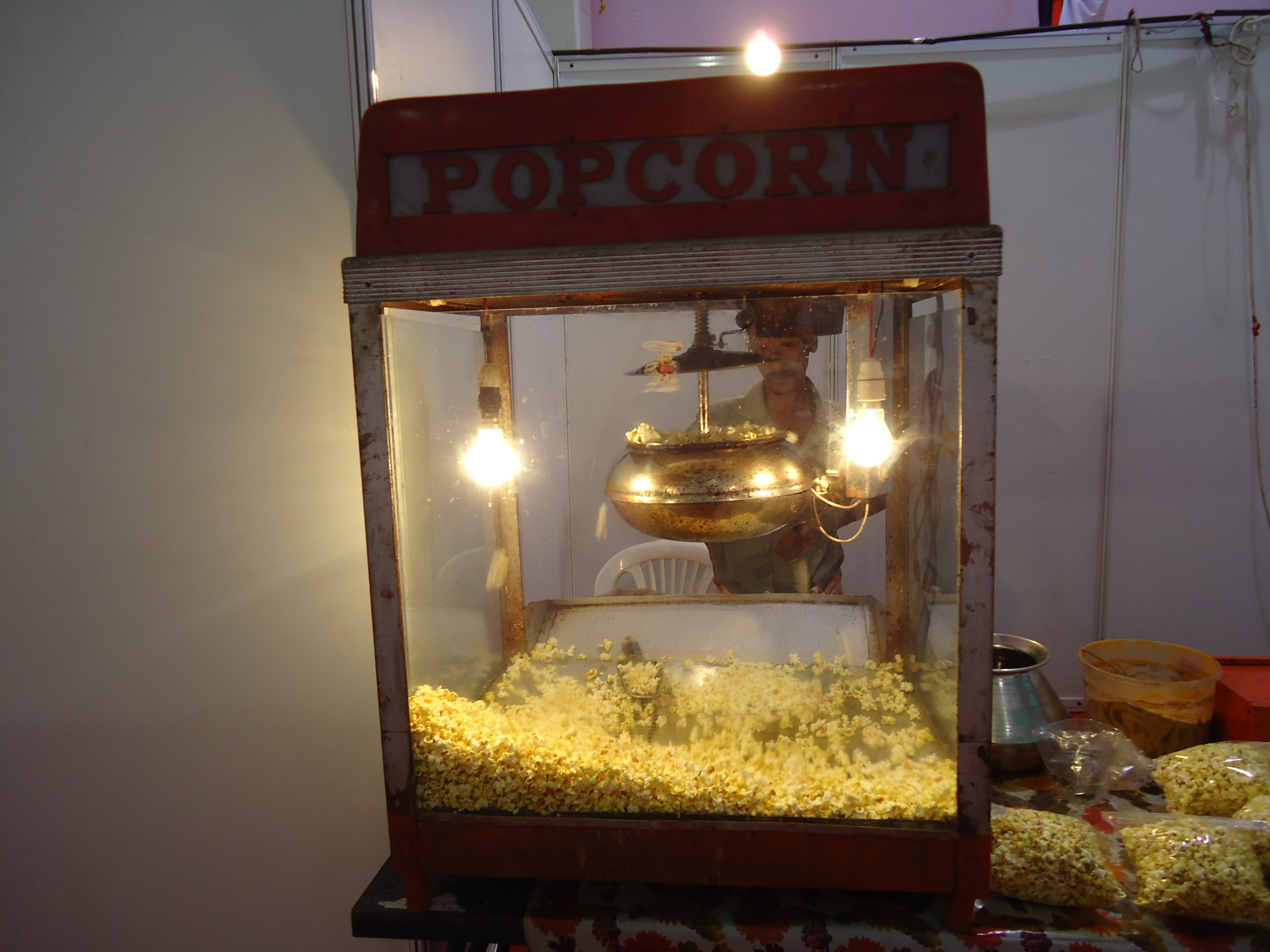
상업용 팝콘 제조기

팝콘은 버터나 기름으로 조리할 수 있다. 소량은 가정 주방의 스토브 위 주전자나 냄비에 튀길 수 있지만, 상업적 판매에서는 1885년 시카고에서 찰스 크레터(Charles Cretors)가 발명한 특별히 설계된 팝콘 기계를 사용한다. 크레터는 1893년 콜럼버스 박람회에서 자신의 발명품을 소개했다. 그 박람회에서 F. W. 뤼크하임(F. W. Rueckheim)은 당밀 풍미의 "Candied Popcorn(설탕에 절인 팝콘)"을 소개했는데, 이는 최초의 캐러멜 옥수수였다. 그의 동생인 루이스 뤼크하임(Louis Ruekheim)은 레시피를 약간 변경하여 1896년에 크래커 잭(Cracker Jack)이라는 이름으로 소개했다.

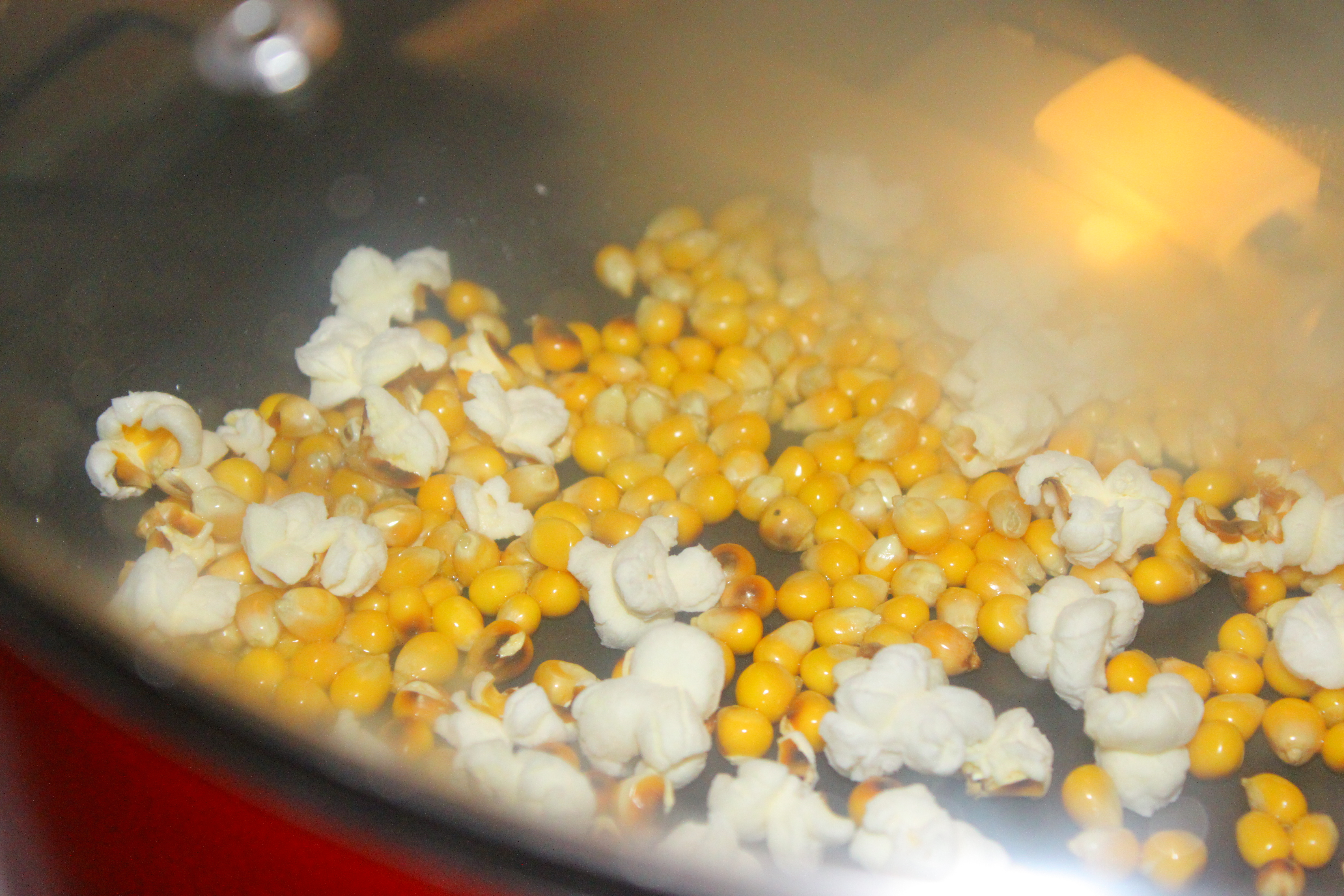
팬에 팝콘을 튀기는 모습

크레터의 발명품은 옥수수를 기름에 튀기는 최초의 특허받은 증기 구동 기계였다. 이전에는 상인들이 열린 불 위에 철망 바구니를 들고 옥수수를 튀겼다. 최상의 경우라도 뜨겁고 건조하며 고르지 않게 익었다. 크레터의 기계는 1/3 정제 버터, 2/3 라드, 소금을 섞은 옥수수를 튀겼다. 이 혼합물은 옥수수를 튀기는 데 필요한 232 °C (450 °F) 온도를 견딜 수 있고 연기가 거의 발생하지 않는다. 보일러 아래의 불은 기어, 샤프트, 옥수수를 저어주는 교반기를 구동하는 작은 엔진을 구동하는 증기를 생성했으며, 또한 사업을 유치하기 위한 주의를 끄는 오락거리인 "The Toasty Roasty Man"이라는 작은 인형을 구동했다. 조리용 팬의 상단에 연결된 전선을 통해 작업자는 구동 장치를 분리하고, 덮개를 들어 올리고, 튀긴 옥수수를 아래의 보관함에 버릴 수 있었다. 증기 기관의 배기 가스는 옥수수 보관함 아래의 팬으로 파이프로 보내져 갓 튀긴 옥수수를 따뜻하게 유지했다. 과도한 증기는 또한 주의를 끌기 위해 작고 날카로운 휘슬을 작동하는 데 사용되었다.
팝콘을 만드는 또 다른 방법에는 "팝콘 해머(popcorn hammer)"를 사용하는 것이 있는데, 이것은 무거운 뚜껑으로 밀봉된 큰 주철통이며 회전구이 방식으로 불 위에서 천천히 뒤집는다.

### 확장 및 수확량
팝핑 결과는 낟알이 가열되는 속도에 민감하다. 너무 빨리 가열하면 낟알 바깥층의 증기가 높은 압력에 도달하여 낟알 중앙의 전분이 완전히 젤라틴화되기 전에 껍질이 터져서 딱딱한 중심이 있는 부분적으로 팝핑된 낟알이 생긴다. 너무 느리게 가열하면 낟알이 전혀 팝핑되지 않는다. 옥수수 속과 붙어 있는 낟알 끝은 완전히 습기 차단이 되지 않으며, 느리게 가열하면 증기가 끝에서 빠르게 새어 나와 껍질이 깨지고 팝핑이 발생할 만큼 압력이 충분히 상승하지 못하게 할 수 있다.
팝콘 생산자와 판매자는 팝콘의 품질을 평가할 때 두 가지 주요 요인을 고려한다. 팝콘 알갱이의 몇 퍼센트가 터질지, 그리고 터진 알갱이가 얼마나 팽창할지이다. 팽창은 소비자와 판매자 모두에게 중요한 요인이다. 소비자에게 팝콘의 큰 조각은 더 부드럽고 더 높은 품질과 관련이 있다. 재배자, 유통업체 및 판매자의 경우 팽창은 이익과 밀접한 관련이 있다. 극장과 같은 공급업체는 팝콘을 무게로 구매하여 부피로 판매한다. 이러한 이유로 팽창이 높은 팝콘은 단위 무게당 더 높은 이익을 가져온다.
팝콘은 갓 수확했을 때는 터지긴 하나 잘 터지지는 않는다. 수분 함량이 높아 팽창이 잘 안 되고 팝콘 조각이 질겨진다. 수분 함량이 높은 알맹이는 보관시 곰팡이가 생기기 쉽다. 이런 이유로 팝콘 재배자와 유통업체는 알맹이가 가장 팽창하는 수분 수준에 도달할 때까지 알맹이를 건조한다. 이는 품종과 조건에 따라 다르지만 일반적으로 무게 기준으로 수분 함량이 14~15%이다. 알맹이가 너무 건조되면 팽창 속도가 떨어지고 터지는 알맹이의 비율이 감소한다. 오래된 팝콘은 건조되어 수확량이 줄어드는 경향이 있다.
팝콘이 터지는 것을 마치면, 때때로 터지지 않은 알갱이가 남는다. 팝콘 업계에서는 "old maids"로 알려져 있으며, 이 알갱이들은 폭발할 만큼의 증기를 생성할 만큼 수분이 충분하지 않기 때문에 터지지 않는다. 터뜨리기 전에 재수화하면 일반적으로 터지지 않은 알갱이가 제거된다.
팝콘 종류는 대체로 알맹이 모양, 알맹이 색상 또는 팝콘 모양에 따라 분류된다. 알맹이는 다양한 색상으로 나올 수 있지만 팝콘은 껍질(또는 과피)만 색깔이 있기 때문에 항상 노란색이나 흰색이다. "쌀(Rice)" 유형의 팝콘은 양쪽 끝이 뾰족한 긴 알맹이를 가지고 있고 "진주(pearl)" 유형의 알맹이는 꼭대기가 둥글다. 상업용 팝콘 생산은 대부분 진주 유형으로 옮겨갔다. 역사적으로 진주 팝콘은 보통 노란색이고 쌀 팝콘은 보통 흰색이었다. 오늘날 두 가지 모양 모두 두 가지 색상으로 제공되며, 검정, 빨강, 보라색, 보라색, 잡색을 포함한 다른 색상도 제공된다. 보라색과 보라색 팝콘은 보통 더 작고 견과류 같은 알맹이를 가지고 있다. 상업적 생산은 흰색과 노란색이 지배적이다.

## 용어

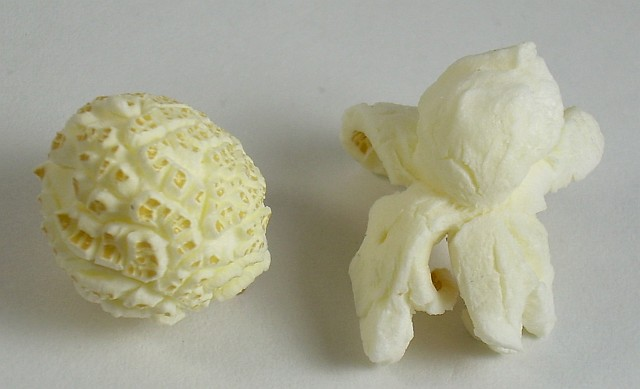
"버섯" 모양의 팝콘(왼쪽), "나비"모양의 팝콘(오른쪽)

팝콘 산업에서 튀긴 옥수수 알맹이를 "플레이크(flake)"라고 한다. 두 가지 모양의 플레이크가 상업적으로 중요하다. "나비(Butterfly)"(또는 "눈송이(snowflake)") 플레이크는 모양이 불규칙하고 튀어나온 "날개(wings)"가 여러 개 있다. "버섯(Mushroom)" 플레이크는 대부분 공 모양이며 날개가 거의 없다. 나비 플레이크는 더 부드럽고 껍질이 덜 눈에 띄어 더 나은 입맛을 가진 것으로 간주된다. 버섯 플레이크는 나비 플레이크보다 덜 깨지기 때문에 종종 포장된 팝콘이나 카라멜 옥수수 시드닝에 사용된다. 팝콘 한 알에서 나온 알맹이는 나비 플레이크와 버섯 플레이크를 모두 형성할 수 있다. 100% 나비 플레이크나 100% 버섯 플레이크를 생산하는 혼합형이 존재하는데, 후자는 1998년에야 개발되었다.

## 소비

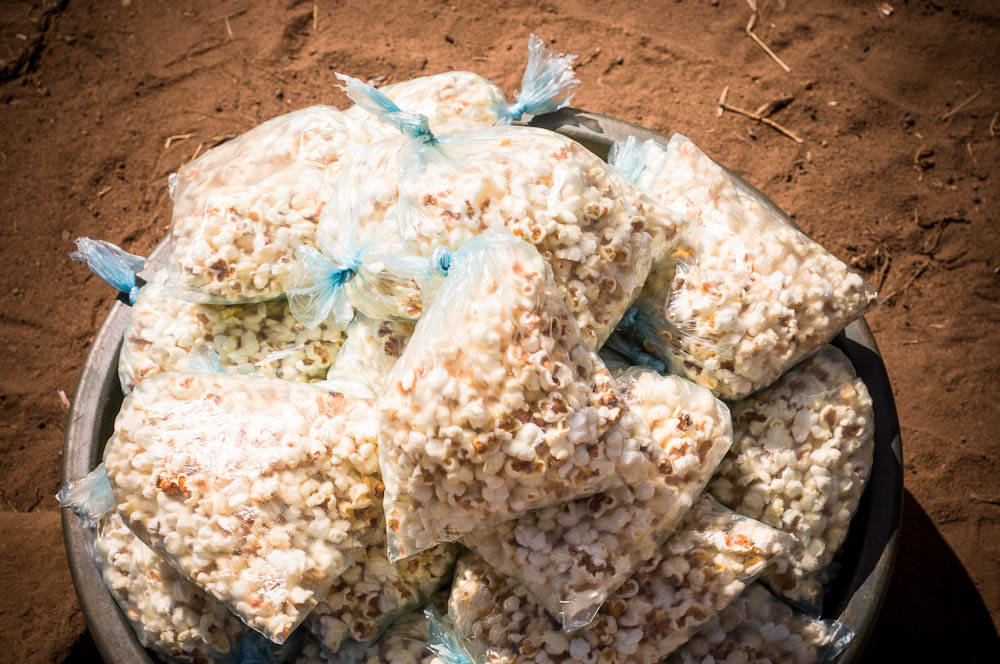
모잠비크에서 재배되어 시장에서 판매되는 팝콘

팝콘은 1930년대부터 스포츠 경기장이나 영화관에서 인기 있는 간식으로 제공되어 왔다. 영화관들은 팝콘의 높은 마크업으로 인해 비난을 받고 있다. 레스터에 있는 드몽포트 대학교의 영화 역사가 스튜어트 핸슨은 한때 "업계의 가장 큰 농담 중 하나는 팝콘이 이익 면에서 코카인이나 헤로인에 이어 두 번째로 많다는 것이다"라고 말한 적이 있다.
팝콘을 소금을 곁들인 풍성한 간식으로 먹는지(미국에서 주로 먹음) 아니면 캐러멜 설탕을 곁들인 달콤한 간식으로 먹는지(독일에서 주로 먹음)에 대한 전통은 서로 다르다.

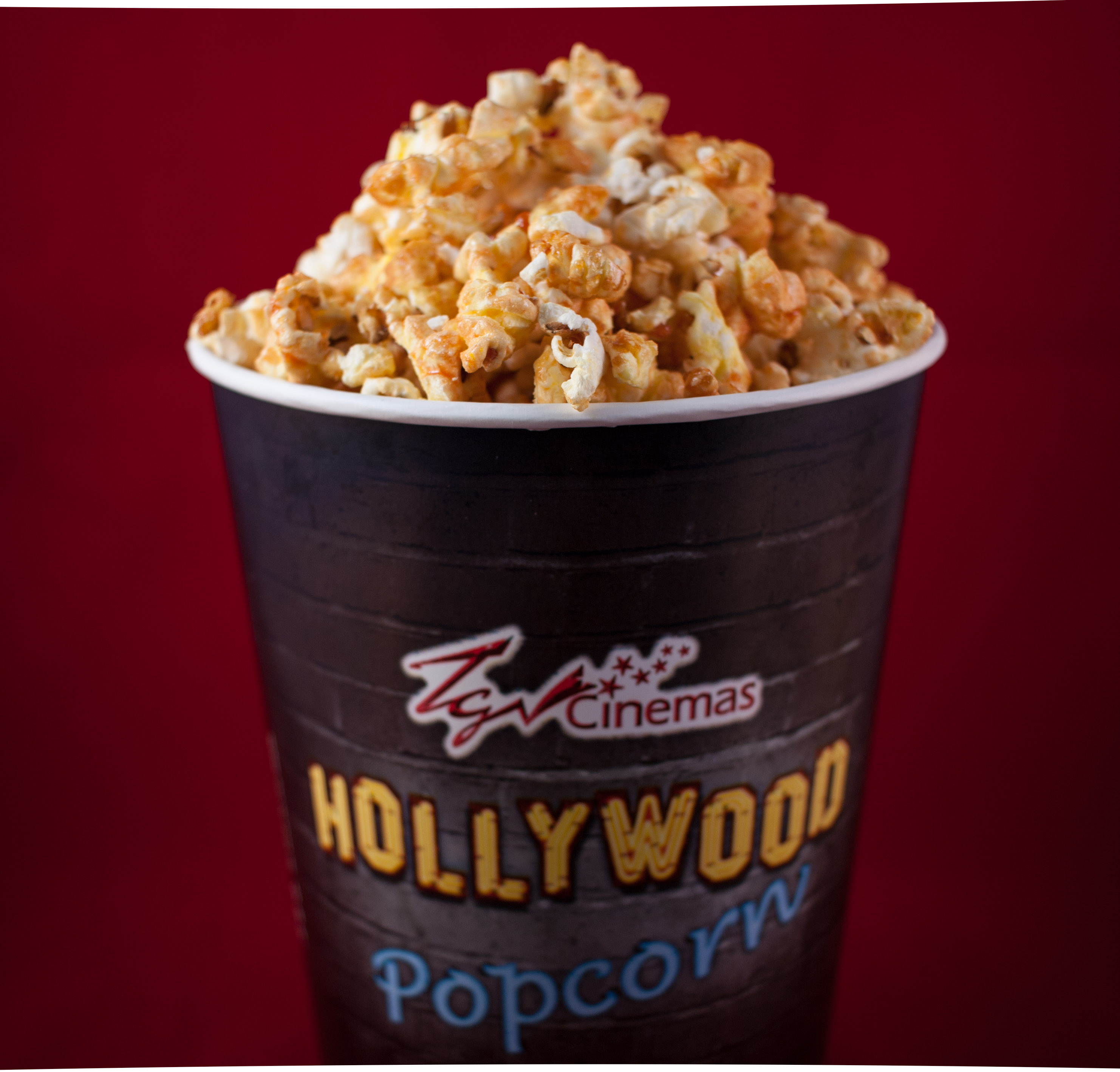
양동이에 담긴 영화관 팝콘

팝콘 냄새는 인간에게 이상하게 매력적인 특성을 가지고 있다. 이는 주로 팝콘 냄새에 6-아세틸-2,3,4,5-테트라하이드로피리딘과 2-아세틸-1-피롤린이라는 화학 물질이 다량 함유되어 있기 때문이다. 이 물질은 매우 강력한 아로마 화합물로, 식품 및 기타 산업에서 팝콘, 빵 또는 자연에 이 화합물이 포함된 다른 식품과 같은 냄새가 나는 제품을 만들거나 다른 목적으로 사용한다.

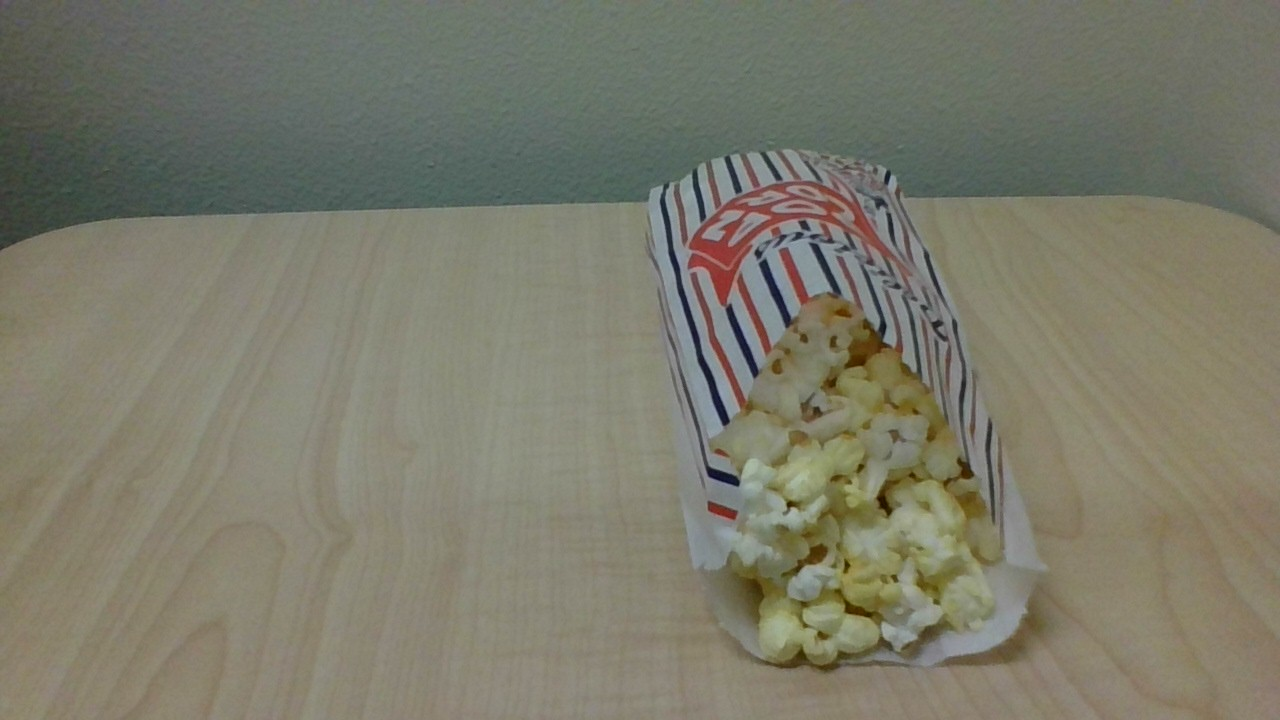
팝콘 한 봉지.

팝콘은 1800년대에 미국인들이 시리얼로 먹었는데, 일반적으로 팝콘에 우유와 감미료를 넣은 음식이었다.

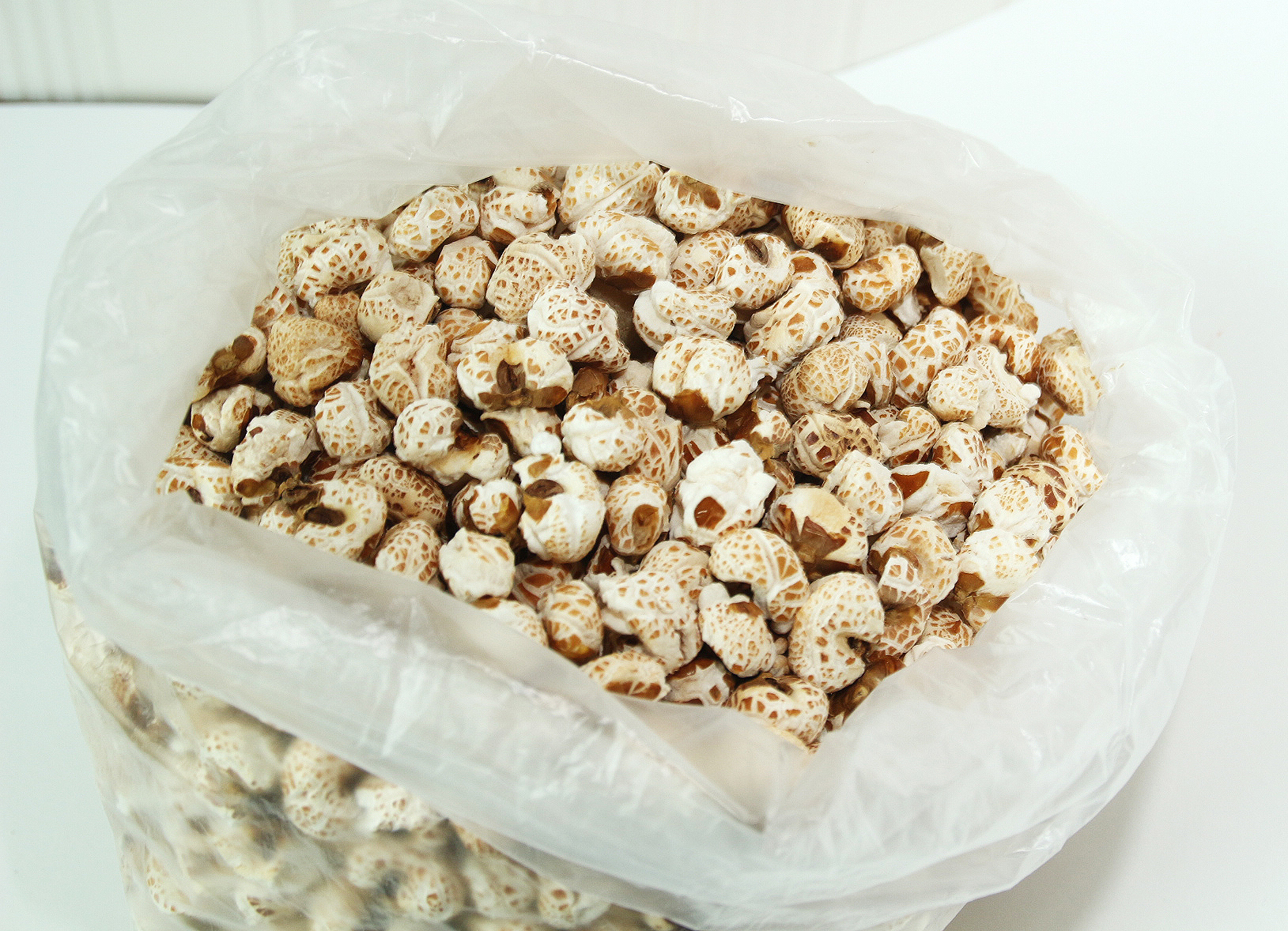
팝콘과 유사한 식품인 한국의 뻥튀기

튀긴 수수는 인도에서 간식으로 인기가 있다. 튀긴 수수는 팝콘과 비슷하지만 퍼프가 더 작다. 전자레인지나 냄비 등을 이용해 수수를 튀기는 요리법은 온라인에서 쉽게 찾을 수 있다.

### 영양가
에어팝 팝콘(소금이나 다른 첨가물 없음)은 물 4%, 탄수화물 78%(식이섬유 15% 포함), 단백질 12%, 지방 4%로 구성되어 있다(표). 100g 기준량으로 팝콘은 382 칼로리를 제공하며 리보플라빈(DV의 25%)과 여러 식이 미네랄(망간, 인, 아연 등)이 풍부하다(DV의 20% 이상). 비타민B와 기타 미네랄도 상당량 함유되어 있다(표).

### 포화지방
영화관에서는 옥수수를 튀기기 위해 코코넛 오일을 흔히 사용하고, 그 위에 버터나 마가린을 얹는다. 영화관에서 먹는 팝콘에는 조리 방법 때문에 포화지방과 나트륨이 다량 함유되어 있다.

### 식물화학물질
수수알갱이를 튀겨서 팝콘을 만들 수 있다. 모든 수수에는 페놀산이 들어 있으며, 대부분에는 플라보노이드가 들어 있다. 수수 곡물은 플라보노이드 프로안토시아니딘의 가장 높은 식품 공급원 중 하나이다.

### 건강 위험
팝콘은 미국 소아과 학회가 4세 미만 어린이에게 제공하지 말 것을 권장하는 음식 목록에 포함되어 있다. 질식의 위험이 있기 때문이다.
전자레인지용 팝콘은 다양한 향미료와 함께 조리하도록 설계되었기 때문에 특별한 경우이다. 이전에 흔했던 이러한 인공 버터 향미료 중 하나인 다이아세틸은 전자레인지용 팝콘 공장 근로자에게 호흡기 질환을 일으키는 것으로 밝혀졌으며, 이를 "팝콘 폐(popcorn lung)"라고도 한다. 미국의 주요 제조업체인 오빌 레덴바허, Act II, 팝 시크릿, 졸리 타임을 포함하여 이 화학 물질의 사용을 중단했다.

## 기타 이용
팝콘을 끈에 꿰어 벽이나 크리스마스 트리 장식으로 사용하는 경우가 있는데, 북미 일부 지역과 발칸 반도에서도 사용된다.
일부 운송 회사는 팝콘을 발포 폴리스티렌 포장재의 생분해성 대체재로 사용해보려고 실험했다. 그러나 팝콘은 해충에 대한 매력성, 가연성, 발포 폴리스티렌보다 비용이 더 많이 들고 밀도가 더 높은 등 포장재로서 바람직하지 않은 특성이 많다. 이러한 제한 중 일부를 극복하기 위해 더 가공된 형태의 발포 옥수수 폼이 개발되어 전분 기반 폼 피넛(starch-based foam peanuts)을 형성했다.

## 같이 보기

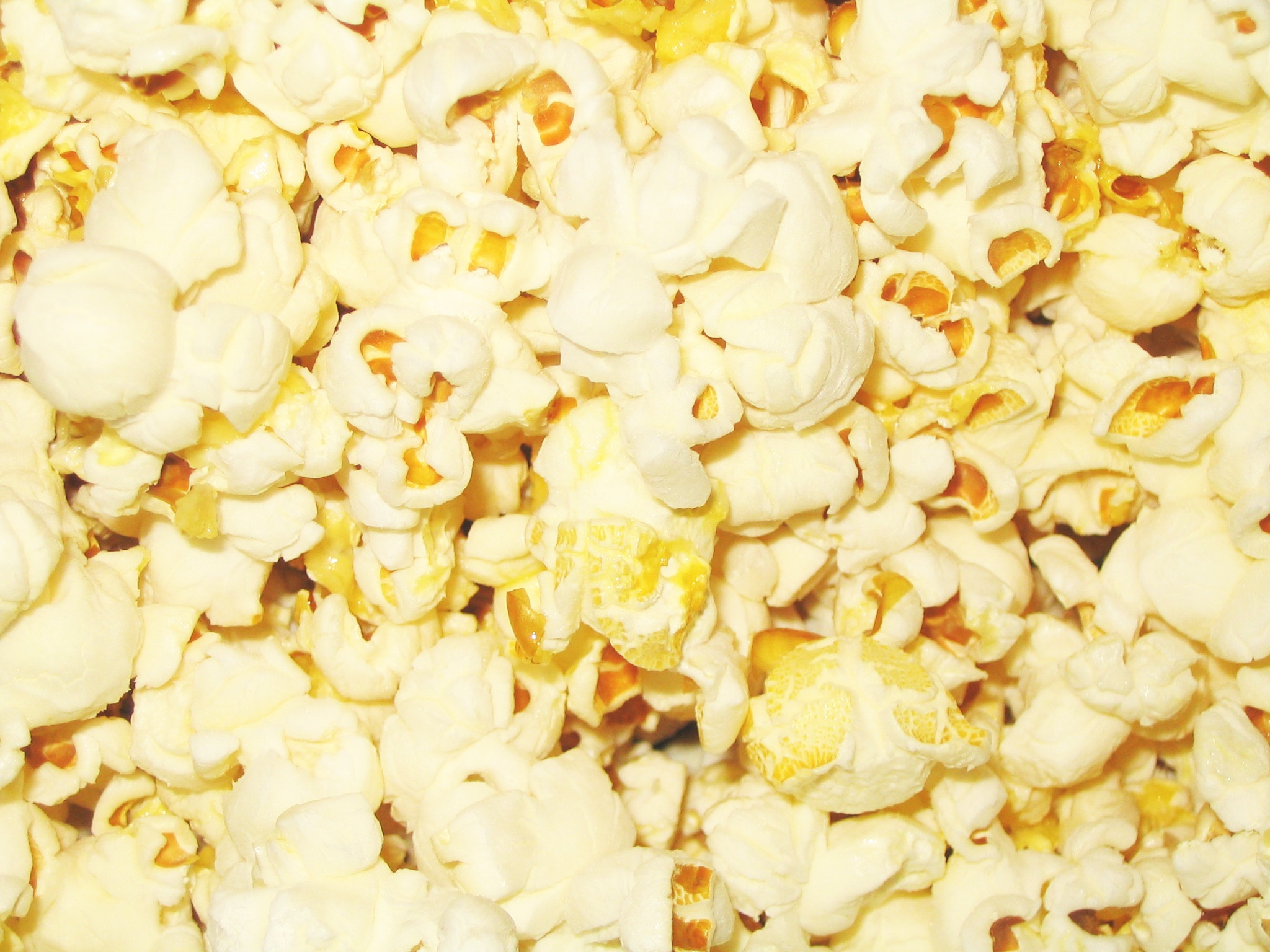
조리된 팝콘

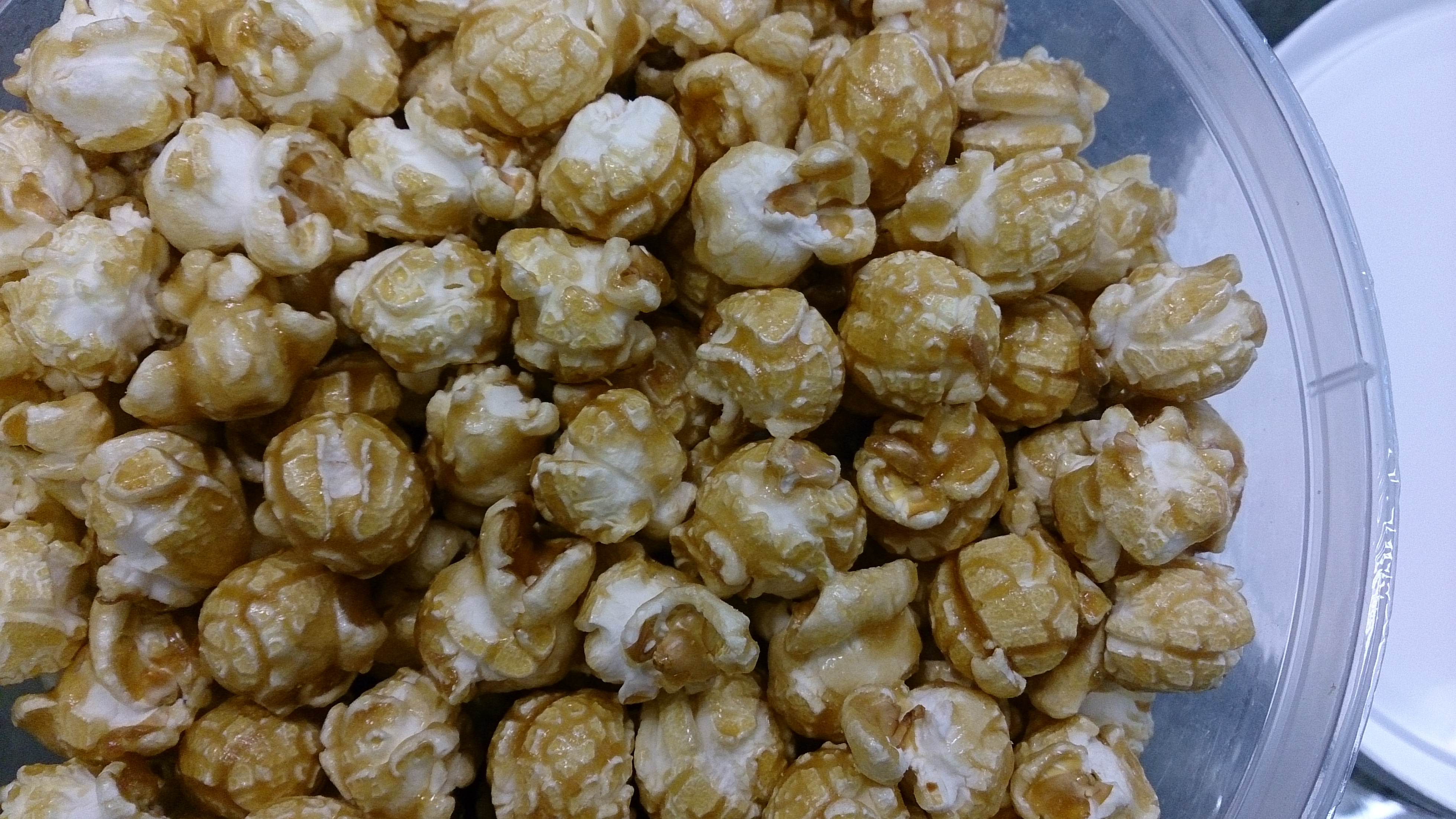
조리된 팝콘 2

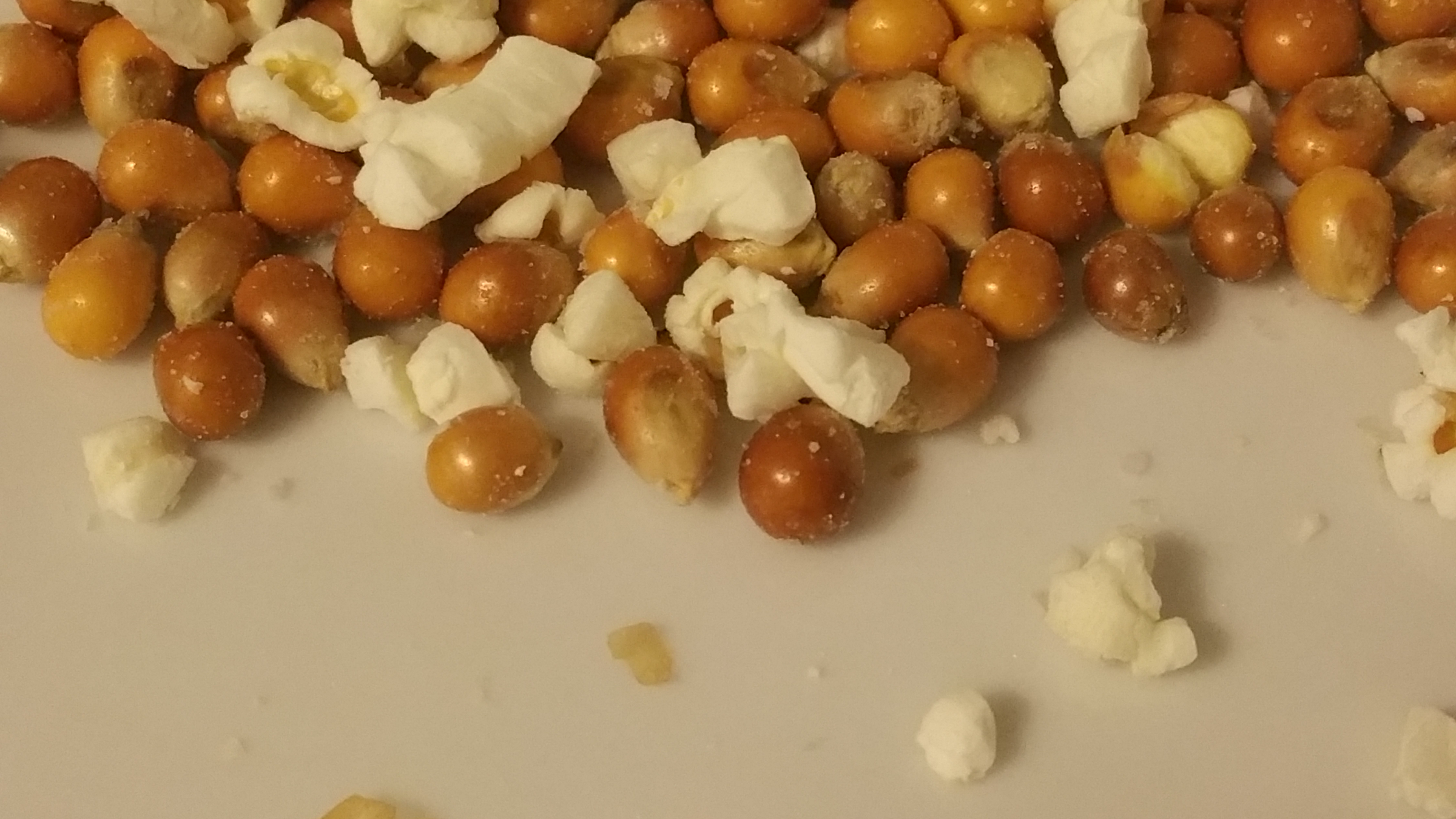
조리된 팝콘 3

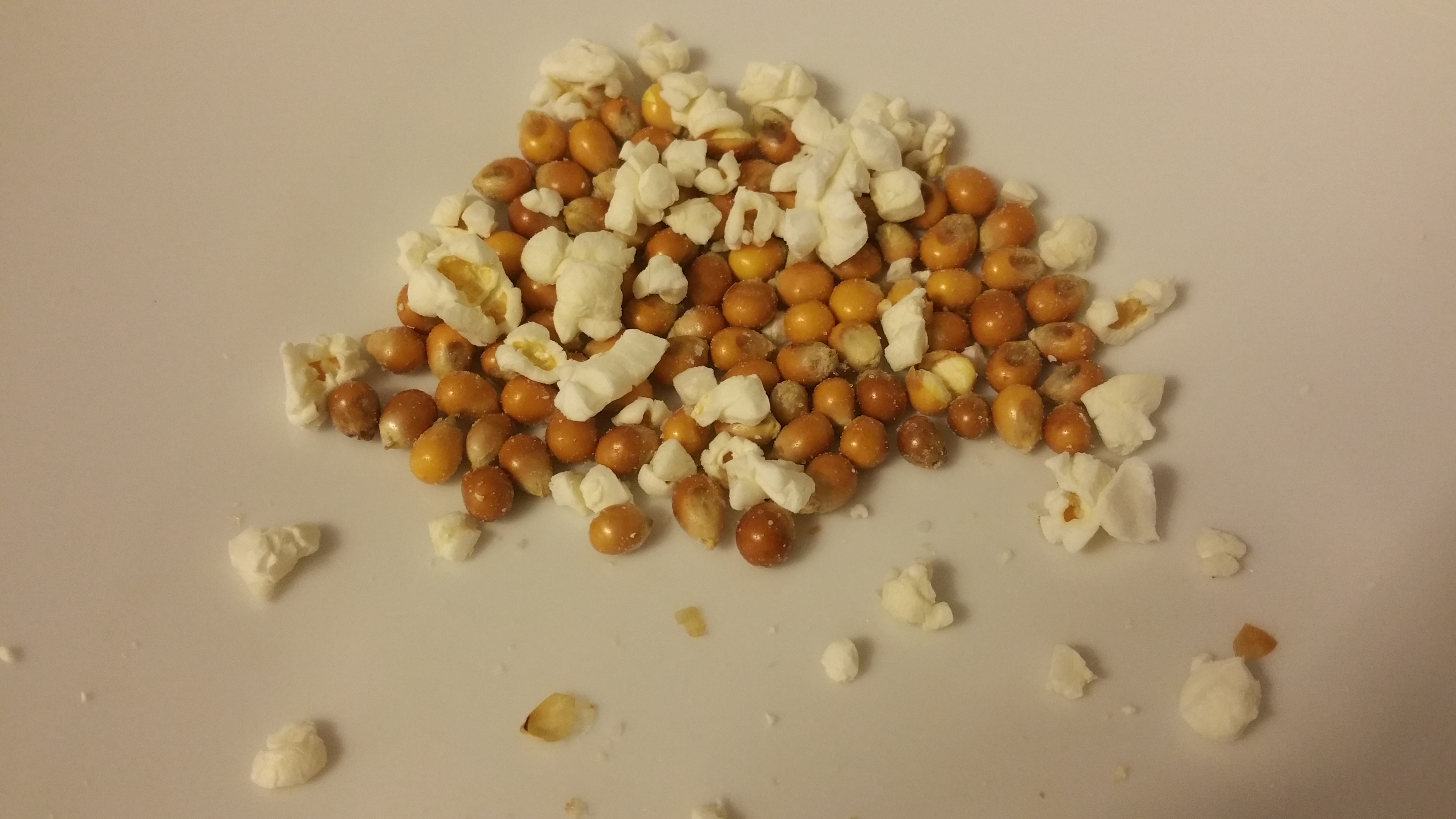
조리된 팝콘 4

- 뻥튀기
- 옥수수

## 참고 문헌
- 이 문서에는 다음커뮤니케이션(현 카카오)에서 GFDL 또는 CC-SA 라이선스로 배포한 글로벌 세계대백과사전의 내용을 기초로 작성된 글이 포함되어 있습니다.